# Traître sur commande
Pour plus de détails, voir Fiche technique et Distribution.
Traître sur commande (The Molly Maguires) est un film américain réalisé par Martin Ritt, sorti en 1970.
Le film raconte une histoire inspirée de faits réels mais peu documentés. Un détective s'infiltre dans une société secrète, dont l'activité consiste à saboter les mines de charbon, et à séquestrer des industriels, en représailles de l'interdiction du syndicalisme : les Molly Maguires, irlandais émigrés en Pennsylvanie au XIXe siècle.

## Synopsis
Le film raconte comment un détective s’infiltre dans la société secrète qui lutte contre l’exploitation des mineurs par les propriétaires des mines, d’après un roman d'Arthur H. Lewis. Il s’inspire de faits réels, et met en avant le chef des Mollies et sa volonté de justice sociale.

## Fiche technique
- Titre original : The Molly Maguires
- Titre français : Traître sur commande
- Réalisation : Martin Ritt, assisté d'Oscar Rudolph
- Scénario : Walter Bernstein d’après le roman d’Arthur H. Lewis
- Direction artistique : Tambi Larsen
- Décors : Darrell Silvera
- Costumes : Dorothy Jeakins
- Image : James Wong Howe
- Montage : Frank Bracht
- Musique : Henry Mancini
- Production : Walter Bernstein, Martin Ritt
- Pays de production : États-Unis
- Sociétés de production : Tamm Productions, Paramount Pictures
- Société de distribution : Paramount Pictures
- Format : Couleurs - 35 mm - 2,35:1 - son mono
- Genre : Drame historique
- Durée : 124 minutes
- Dates de sortie :
  - États-Unis : 27 janvier 1970
  - France : 17 juin 1970
- Affiche : Jean Mascii (France)

## Distribution
- Sean Connery (VF : Jean-Claude Michel) : Jack Kehoe
- Richard Harris (VF : Marcel Bozzuffi) : Détective James McParland
- Samantha Eggar (VF : Nicole Favart) : Mlle Mary Raines
- Frank Finlay (VF : Jacques Thébault) : Davies
- Anthony Zerbe (VF : Serge Sauvion) : Tom Dougherty
- Bethel Leslie (VF : Paule Emanuele) : Mme Kehoe
- Art Lund (VF : Robert Bazil) : Frazier
- Anthony Costello (VF : Marc de Georgi) : Frank McAndrew
- Philip Bourneuf (VF : André Valmy) : Père O'Connor
- John Alderson : Jenkins

## Commentaires
Le film adopte un format sobre : pas une parole n'est prononcée pendant les 14 premières minutes du film. Après un sabotage durant le prologue et le générique, un détective arrive par le train et commande une bière dans une taverne où il est dévisagé par les nombreuses personnes présentes. Le personnage de Sean Connery, présent dans le prologue, durant lequel il ne prononce pas un mot, ne réapparait qu'à la 40e minute du film. Il est membre de la société secrète des mineurs saboteurs.
L’exploitation des mineurs (adultes et enfants) par les propriétaires des mines, au mépris de leur sécurité et de leur santé, est filmée comme étant la cause du terrorisme ouvrier, cette longue mise en place sans dialogues rend évidente la révolte future des ouvriers. Le personnage le plus réussi du film est celui interprété par Harris, charmeur, bon vivant, et plein d’ambiguïtés : il mêle immoralité individuelle et révolte sociale.
Le film, qui ne laisse aucun espoir en annonçant la défaite des révoltés, est un échec commercial : son budget de 11 millions de dollars n’est couvert qu’à hauteur de 10 % par les rentrées du film[réf. souhaitée].
La musique du film est composée par Henry Mancini (La Panthère rose, Charade...), en remplacement de la musique prévue à l’origine, écrite par Charles Strouse. Mancini fait un large usage de la musique modale irlandaise, utilisant les instruments traditionnels : harpe irlandaise, flûte irlandaise et squeezebox, et signe ce qui est considéré comme sa meilleure composition, dont le disque est aujourd’hui rare et recherché par les collectionneurs.

## Autour du film
Le film a été presque entièrement filmé à Eckley, en Pennsylvanie, une ancienne ville minière à l’abandon. Le tournage a sauvé la ville de la ruine complète : après le tournage, elle est donnée à la Pennsylvanian Historical and Museum Commission, qui en fait un musée. Quelques scènes ont été tournées à Jim Thorpe.
Une grande amitié se noua durant le tournage entre les deux vedettes masculines du film, Richard Harris et Sean Connery. Ils se retrouveront six ans plus tard à l'affiche ensemble dans La Rose et la Flèche de Richard Lester.
Une copie neuve du film a été présentée au festival de Cannes en 2009 dans le cadre de Cannes Classics.